# بريمينو

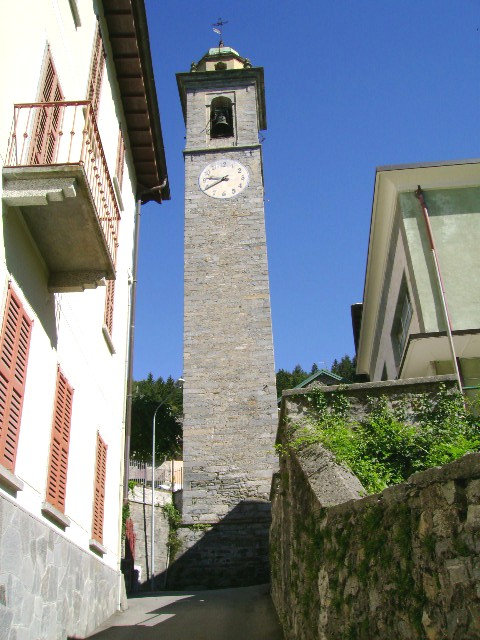
جريس

بريمينو؛ هي بلدية (بلدية) في مقاطعة فيربانو كوزيو أوسولا في منطقة بيدمونت الإيطالية ، وتقع على بعد حوالي 130 كيلومتر (81 ميل) شمال شرق تورينو وحوالي 15 كيلومتر (9 ميل) شمال شرق فيربانيا . اعتبارًا من 31 ديسمبر 2004 ، كان عدد سكانها 776 نسمة ومساحتها 7.4 كيلومتر مربع (2.9 ميل2) . 
بلدية بريمينو تحتوي على فرازيوني (التقسيمات الفرعية ، القرى والنجوع بشكل رئيسي) إيسيو و بولينو.
يقع بريمينو على حدود البلديات التالية: أوانو و نحل و غيفا. و إنتراجنا و أوجيبيو و فيجنوني .